# EWR VJ 101
L´EWR VJ 101 était un projet d'intercepteur de type ADAV conçu par la société allemande EWR (en) (Entwicklungsring Süd) au début des années 1960. Tout comme les deux autres projets ADAV lancé par ce pays à la même époque (l'avion d'attaque VFW-Fokker VAK 191B et l'avion de transport Dornier Do 31), le VJ 101 ne fut finalement jamais construit en série et seuls deux prototypes ont volé.

## Conception
En 1956, le Ministère de la Défense allemand lança un appel d'offres pour un nouvel intercepteur, réclamant un ADAV, car à l'époque les longues pistes nécessaires pour les avions de combat semblaient beaucoup trop vulnérables aux bombardements.
Au départ, Heinkel et Messerschmitt avaient conçu chacun séparément un projet de VJ 101 (en allemand : Versuchs Jäger, soit « Chasseur Expérimental »). Le projet de Heinkel (VJ 101 A) présentait une voilure trapézoïdale, des plans canard et quatre turboréacteurs basculants au niveau des saumons de voilure. Le projet de Messerschmitt (VJ 101 B) avait des ailes delta, un empennage conventionnel et quatre turboréacteurs fixes dans le fuselage, équipés de tuyères orientables pour le décollage et l'atterrissage.
Sur l'impulsion du Ministère, qui promettait en échange un contrat pour la construction de cinq prototypes, les deux constructeurs fondèrent en 1959 une société commune dénommée EWR (en), rejoints à cette occasion par Bölkow (en). C'est ainsi que naquit la formule du VJ 101 C, reprenant en partie des concepts définis par Heinkel et Messerschmitt : ailes trapézoïdales, empennage classique, deux moteurs dans chacune des nacelles basculantes en bout d'aile. Deux autres moteurs de sustentation étaient montés dans le fuselage, pour fournir un complément de poussée aux réacteurs principaux en vol stationnaire.
Deux prototypes du VJ 101 C furent construits, le X1 (immatriculé D-9517) chez Messerschmitt à Augsburg et le X2 (D-9518) chez Heinkel à Spire. Un banc volant de mise au point des commandes de vol (en. allemand : Schwebegestell) équipé de trois moteurs de sustentation Rolls-Royce RB.108 fut tout d'abord piloté par le pilote d'essai George Bright de l'US Marine, l'Allemagne n'ayant pas encore de pilote qualifié. Le premier vol libre du banc volant eut lieu le 13 mars 1962 à Manching près de Ingolstadt, suivi de 126 autres, réalisés par dix pilotes de trois pays différents.
Équipé de réacteurs sans postcombustion, le prototype X1 fit un premier vol stationnaire le 10 avril 1963 à Manching, et la première transition - passage du vol vertical au vol horizontal - eut lieu le 31 août (le 20 septembre selon une autre source). Le 29 juillet 1964, le X1 fut le premier avion de type ADAV à franchir le mur du son en atteignant la vitesse de Mach 1,04. Le 14 septembre 1964, un défaut de pilote automatique provoqua la perte de l'appareil.

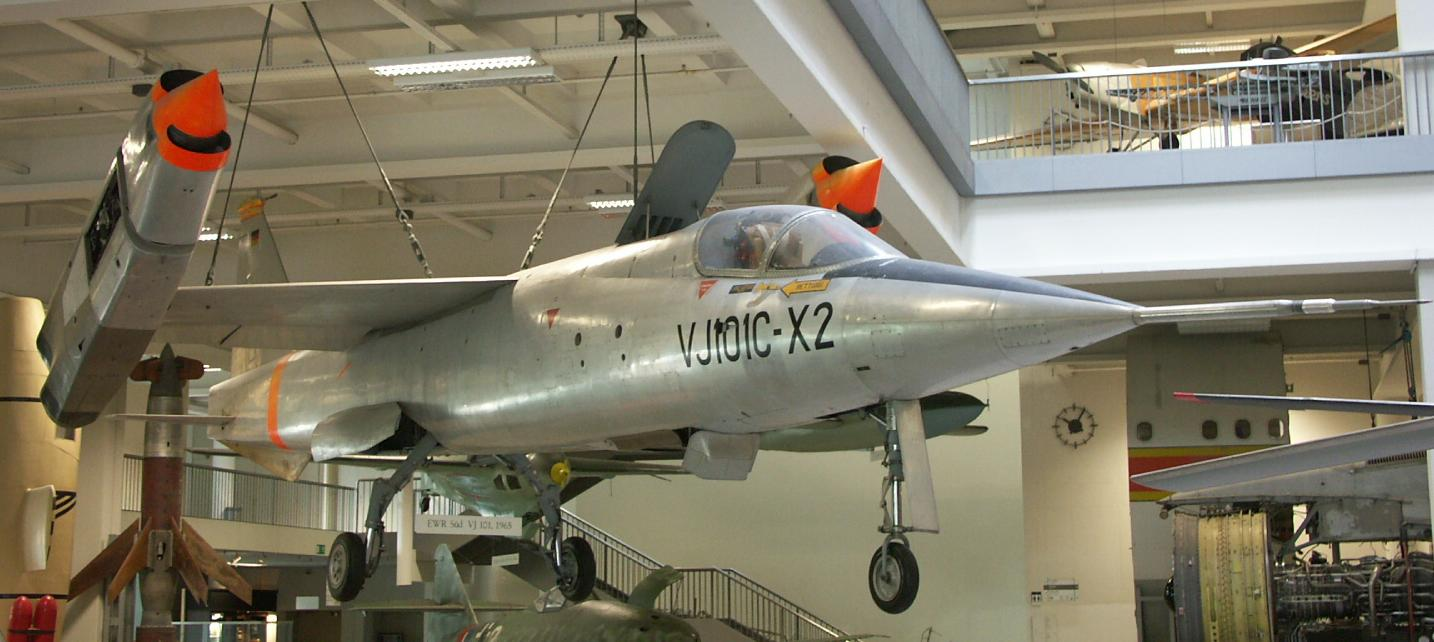
Le prototype X2.

Le second prototype X2 possédait des turboréacteurs en nacelles équipées postcombustion et un nouveau pilote automatique. Il fit son premier vol le 12 juin 1965 et sa première transition eut lieu le 22 octobre 1965. Les nouveaux réacteurs posaient des problèmes de circulation des gaz chauds lors du décollage et de l'atterrissage, et endommageaient le revêtement au sol. Une nouvelle technique fut alors testée : les nacelles étaient inclinées de 70° seulement au lieu d'être mises à la verticale. Ainsi l'avion se soulevait après avoir parcouru seulement 3 mètres sur la piste, et atteignait 15 mètres d'altitude 40 mètres après son point de départ.
Le projet fut cependant abandonné à la fin des années 1960. Le X2 vola jusqu'en 1971, avant d'être transféré au Deutsches Museum de Munich.

### Aéronefs comparables
- Bell XF-109 (en)